# Syndrome de Larsen
Le syndrome de Larsen est une maladie constitutionnelle de l'os dont la caractéristique essentielle est l'existence de dislocations des articulations atteignant surtout le genou, le poignet et l'épaule. Les autres signes cliniques sont : un faciès caractéristique, une désaxation des doigts et des pieds bots bilatéraux.
À la naissance, il existe souvent une hypotrophie et la taille adulte dépasse rarement 150 centimètres.  Une fente labiale ou une cardiopathie sont fréquentes.
À La Réunion, une maladie proche combine les effets du syndrome de Larsen et le nanisme : le syndrome Larsen-Bourbon.

## Sources
- (en) Online Mendelian Inheritance in Man, OMIM (TM). Johns Hopkins University, Baltimore, MD. MIM Number:150250

## Associations
- Association des personnes de petite taille